# Bundesautobahn 100
Die Bundesautobahn 100 (Abkürzung: BAB 100) – Kurzform: Autobahn 100 (Abkürzung: A 100) – verläuft in Berlin und verbindet in einem Bogen die Bezirke Mitte, Charlottenburg-Wilmersdorf, Tempelhof-Schöneberg und Neukölln. Sie wurde ursprünglich als Ringautobahn konzipiert. Nach den derzeitigen Planungen wird nordöstlich der Berliner Innenstadt der Ring durch normale innerstädtische Straßen ergänzt bleiben. Dennoch trägt die A 100 neben Stadtautobahn auch den Beinamen Berliner Stadtring. In weiten Teilen folgt sie der Trasse der Ringbahn, dem inneren Berliner S-Bahn- und Eisenbahn-Ring.

## Verlauf
Die A 100 beginnt im nordwestlichen Teil Berlins als Verlängerung der Seestraße und verläuft entlang des Westhafenkanals durch Industriegebiete und Kleingartenanlagen bis zum Autobahndreieck Charlottenburg, wo die A 111 nach Norden Richtung Tegel und Oranienburg abzweigt. Die A 100 verläuft von hier in großem Bogen, die Spree mit der Rudolf-Wissell-Brücke überquerend, nach Süden und verläuft fortan parallel zur Ringbahn. Ab dem Bahnhof Westend bis zum Westkreuz liegt die Bahntrasse zwischen den – jeweils nach Norden bzw. nach Süden verlaufenden – Fahrstreifen der Autobahn. Hier wird am Kaiserdamm die auf gemeinsamer Trasse verlaufenden Bundesstraßen B 2/B 5 gekreuzt.
In der Nähe des Bahnhofs Westkreuz liegt das Autobahndreieck Funkturm, wo die A 115 in Richtung Potsdam abzweigt. Direkt an der Autobahn befindet sich hier das Berliner Messegelände. Die Fahrbahnen unterqueren im Anschluss die Gleisanlagen der Fern- und S-Bahn nahe dem Bahnhof Westkreuz und verlaufen am Rathenauplatz in einem 212 m langen Tunnel. Ab der Paulsborner Straße verläuft die A 100 direkt neben der Ringbahntrasse und überquert diese am Abzweig Steglitz (ehemals: A 104).
Am Innsbrucker Platz führt die Strecke im nächsten Tunnelbauwerk unter der Hauptstraße und dem S-Bahn-Ring und erreicht kurz danach das Autobahnkreuz Schöneberg, wo die A 103 in südwestlicher Richtung beginnt. Ab dem Bahnhof Südkreuz verlaufen Ringbahn und Autobahn wieder nebeneinander.
Die A 100 führt entlang der südlichen Begrenzung des Tempelhofer Feldes, bevor die Streckenführung einen kleinen Schlenker nach Süden macht und im Ortsteil Britz in den längsten Tunnel der Strecke führt, der mehrere Parkanlagen unterquert. 
Nach Überquerung des Neuköllner Schifffahrtskanals in Höhe des Dreiecks Neukölln, in dem in einer 90-Grad-Kurve die A 113 nach Süden abzweigt, wird die A100 – vorbehaltlich der Eröffnung im September 2025 – nach Nordosten geführt.
Sie unterquert in einem Tunnel die Grenzallee sowie die Neuköllnische Allee, um dann über die Anschlussstelle Sonnenallee und im weiteren Verlauf parallel zum Güterbahnhof Treptow nach Unterquerung der Kiefholzstraße und der Ringbahn an der Anschlussstelle Am Treptower Park vorläufig zu enden.

## Bauphasen
Die Bundesautobahn 100 war als Kernstück eines West-Berliner Autobahnnetzes geplant worden, die halbrunde Struktur sollte im Fall der deutschen Wiedervereinigung zu einer Ringstrecke vervollständigt werden. Spätere Planungen nach der Wiedervereinigung sind von diesem Plan abgerückt, da er große städtebauliche Einschnitte zur Folge gehabt hätte.
Vor der Einführung des jetzigen Nummerierungssystems war für die Strecke einige Zeit die Nummer A 53 vorgesehen; 1975 erhielt sie die Bezeichnung A 10, die aber nach der deutschen Wiedervereinigung auf den Berliner Ring übertragen wurde. Bundesautobahn 100 wurde ursprünglich eine – auch als Lahn-Weser-Autobahn bezeichnete – von Gießen nach Bremen geplante Autobahn genannt.
Die Autobahn wurde in folgenden Teilabschnitten dem Verkehr übergeben:
| Jahr | von                              | bis                               | Anmerkung                                                          |
| ---- | -------------------------------- | --------------------------------- | ------------------------------------------------------------------ |
| 1958 | AS Kurfürstendamm                | AS Hohenzollerndamm               |                                                                    |
| 1960 | AS Hohenzollerndamm              | provisorische AS Detmolder Straße |                                                                    |
| 1961 | AD Funkturm                      | AS Hohenzollerndamm               |                                                                    |
| 1962 | AD Charlottenburg                | AS Kaiserdamm-Süd                 |                                                                    |
| 1963 | AS Kaiserdamm-Süd                | AD Funkturm                       |                                                                    |
| 1969 | AS Detmolder Straße              | provisorische AS Wexstraße        |                                                                    |
| 1973 | AS Seestraße                     | AS Jakob-Kaiser-Platz             |                                                                    |
| 1976 | AK Schöneberg                    | provisorische AS Sachsendamm      |                                                                    |
| 1978 | AS Wexstraße                     | AK Schöneberg                     |                                                                    |
| 1979 | AD Charlottenburg                | AS Jakob-Kaiser-Platz             |                                                                    |
| 1981 | AS Alboinstraße                  | AS Gradestraße                    | als Kreuz Tempelhof geplant                                        |
| 1987 | provisorische AS Suadicanistraße | AS Alboinstraße                   |                                                                    |
| 1996 | provisorische AS Sachsendamm     | provisorische AS Suadicanistraße; | Wegfall beider provisorischen Anschlussstellen                     |
| 2000 | AS Gradestraße                   | AS Buschkrugallee                 | 14. Bauabschnitt Tunnel Ortsteil Britz                             |
| 2004 | AS Buschkrugallee                | AS Grenzallee                     | Ab dem 16. Bauabschnitt gehört die AS Grenzallee nur noch zur A113 |
| 2025 | Dreieck Neukölln                 | AS Am Treptower Park              | Freigabe September 2025 erwartet                                   |

Als letzter Teilabschnitt ist geplant:
- AS Am Treptower Park – AS Storkower Straße (17. Bauabschnitt)

Eine darüber hinausgehende mögliche Schließung des Autobahnringes wurde aus der Flächennutzungsplanung gestrichen.

### Erste Bauwerke

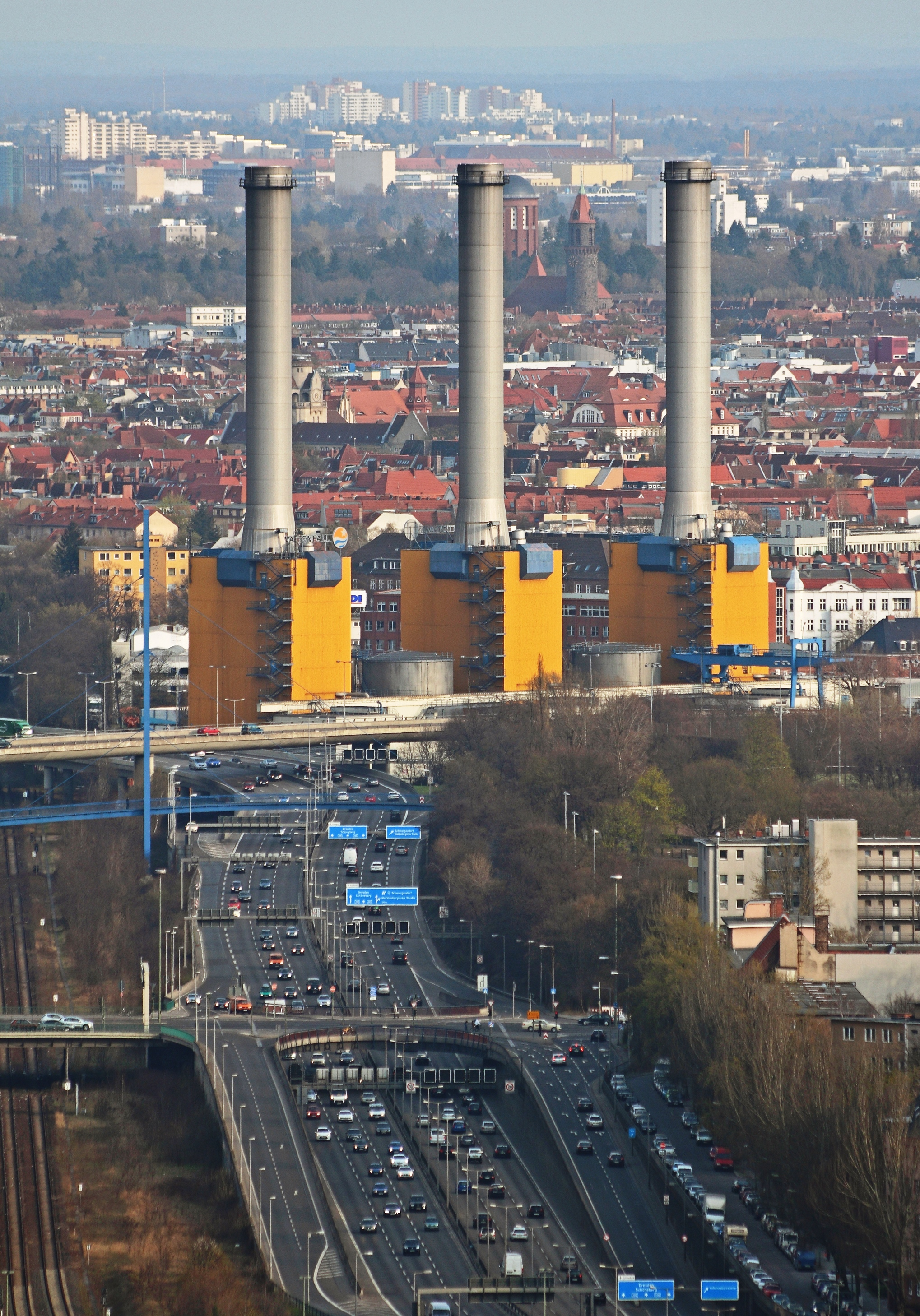
Blick auf die A 100 und das ehemalige Heizkraftwerk Wilmersdorf vom Funkturm gesehen, 2013

Der Baubeginn der späteren Autobahn liegt im April 1956, als der erste Spatenstich für die Schnellstraße zwischen Kurfürstendamm und Hohenzollerndamm erfolgte. Die Trassierung einer Ringstraße parallel zur Ringbahn war schon im Hobrecht-Plan von 1862 vorgesehen und 1948 ist eine Schnellstraße im Korridor der Stadtplanungen verzeichnet.
Mit dem Senatsbeschluss vom 4. Juli 1955 wurde dann ein kompletter Schnellstraßenring beschlossen – die Widmung als Autobahn erfolgte allerdings erst 1962. Durch die Planung als städtische Schnellstraße wurden anfänglich die Fahrbahnen enger – 27 m Querschnitt mit 3,50 m breiten Fahrstreifen – und die Anschlüsse dichter errichtet als für eine Autobahn üblich. So ballt sich heute um das Dreieck Funkturm auf wenigen hundert Metern eine komplexe Häufung von Brücken, Tunneln und Ausfahrten, darunter der 212 m lange Tunnel unter dem Rathenauplatz, der im November 1958 eröffnet wurde. Dort unterquert die Trasse auch die Bahnlinien am Westkreuz und hat im Dreieck Funkturm Verbindung zur seit 1921 existierenden AVUS und damit zur A 115.
Die Rudolf-Wissell-Brücke wurde in den Jahren von 1959 bis 1962 errichtet. Sie überspannt über 930 m in einem Bogen die Gleise der Berlin-Hamburger Bahn und der Berlin-Lehrter Bahn sowie die Charlottenburger Spree. Sie ist die längste Brücke Berlins. Einige Aus- bzw. Auffahrten des Autobahndreiecks Charlottenburg befinden sich auf der Brücke selbst, die Ausfahrt Siemensdamm an einer der Verbindungskurven der Strecke zur A 111 und der Abfahrt Jakob-Kaiser-Platz liegt – ungewöhnlich für Autobahnen – linksseitig. Der Lückenschluss vom Dreieck Charlottenburg-Nord zur AVUS und nach Halensee erfolgte am 20. Dezember 1963 mit der Anbindung am Dreieck Funkturm. Die Strecke zur Anschlussstelle Hohenzollerndamm nach Halensee war 1961 an das entstehende Dreieck angebunden worden.

### Ausbau zum Halbring
Der weitere Ausbau folgt dann dem Flächennutzungsplan 1965, der eine Westtangente durch die Stadt vorsah. Der südliche Teil wurde so bis zum Autobahnkreuz Schöneberg verlängert – dem Kreuzungspunkt mit dem Teilstück A 103 der Westtangente. Im nördlichen Teil wurde der Stadtring bis zur Anschlussstelle Seestraße verlängert – direkt vor dem geplanten Kreuzungspunkt mit dem Teilstück A 105 der Westtangente, die jedoch selbst nie diesen Punkt erreichte.
Der bis 1979 entstandene Halbring hätte mit einer Westtangente durch den Tiergarten eine vollständige Umschließung der West-Berliner City mit Autobahnen ergeben. Der Weiterbau der Westtangente A 103 als Autobahn ist allerdings nicht erfolgt. Der Bau des Tunnel Tiergarten Spreebogen im gleichen Korridor erfolgte ab 1995 als kreuzungsfreie Stadtstraße, die auch keine Anbindung an die ursprünglich geplanten Kreuzungspunkte hat.

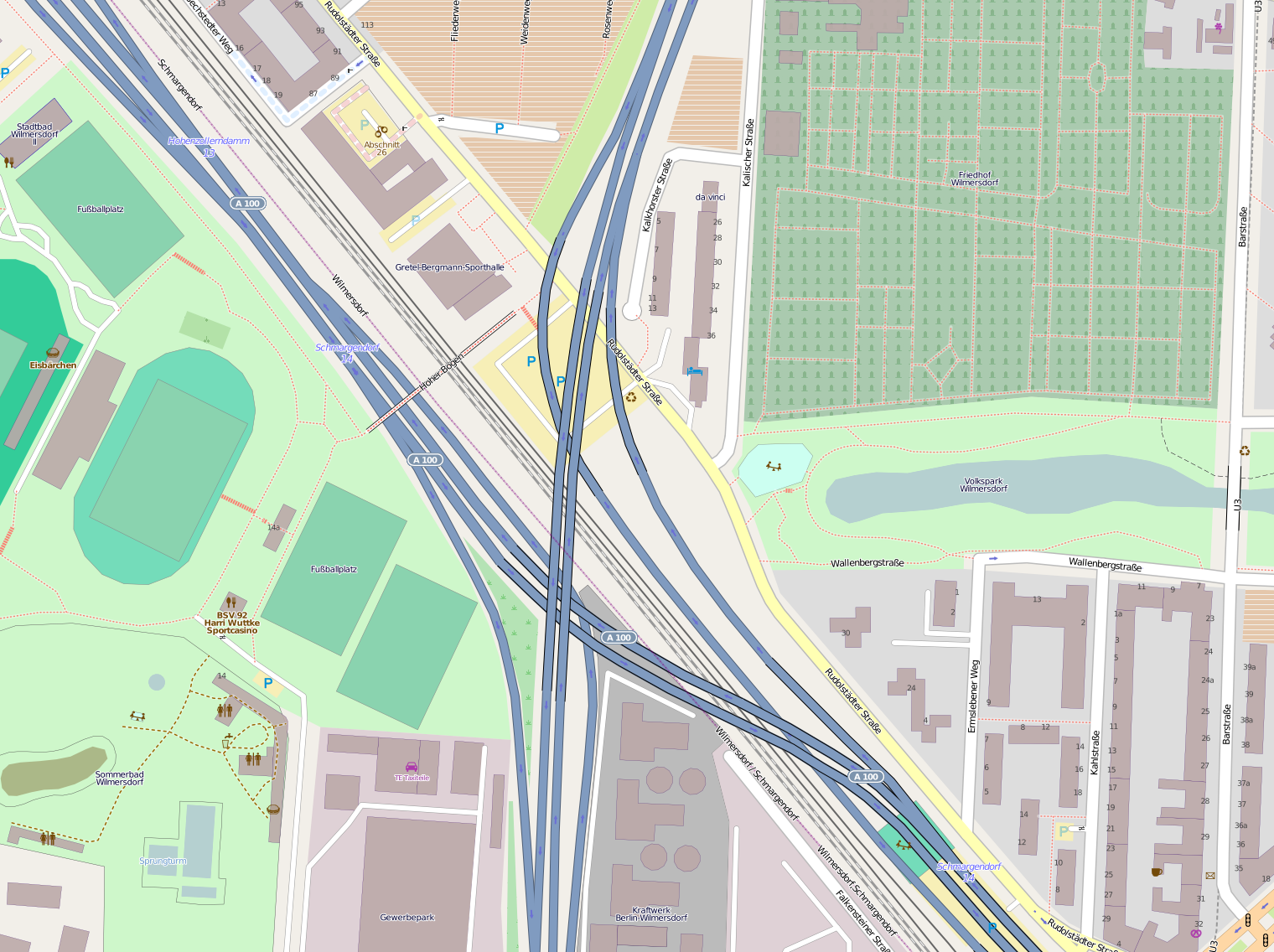
Autobahnkreuz Wilmersdorf alias Anschlussstelle Schmargendorf mit den langen Verbindungsrampen

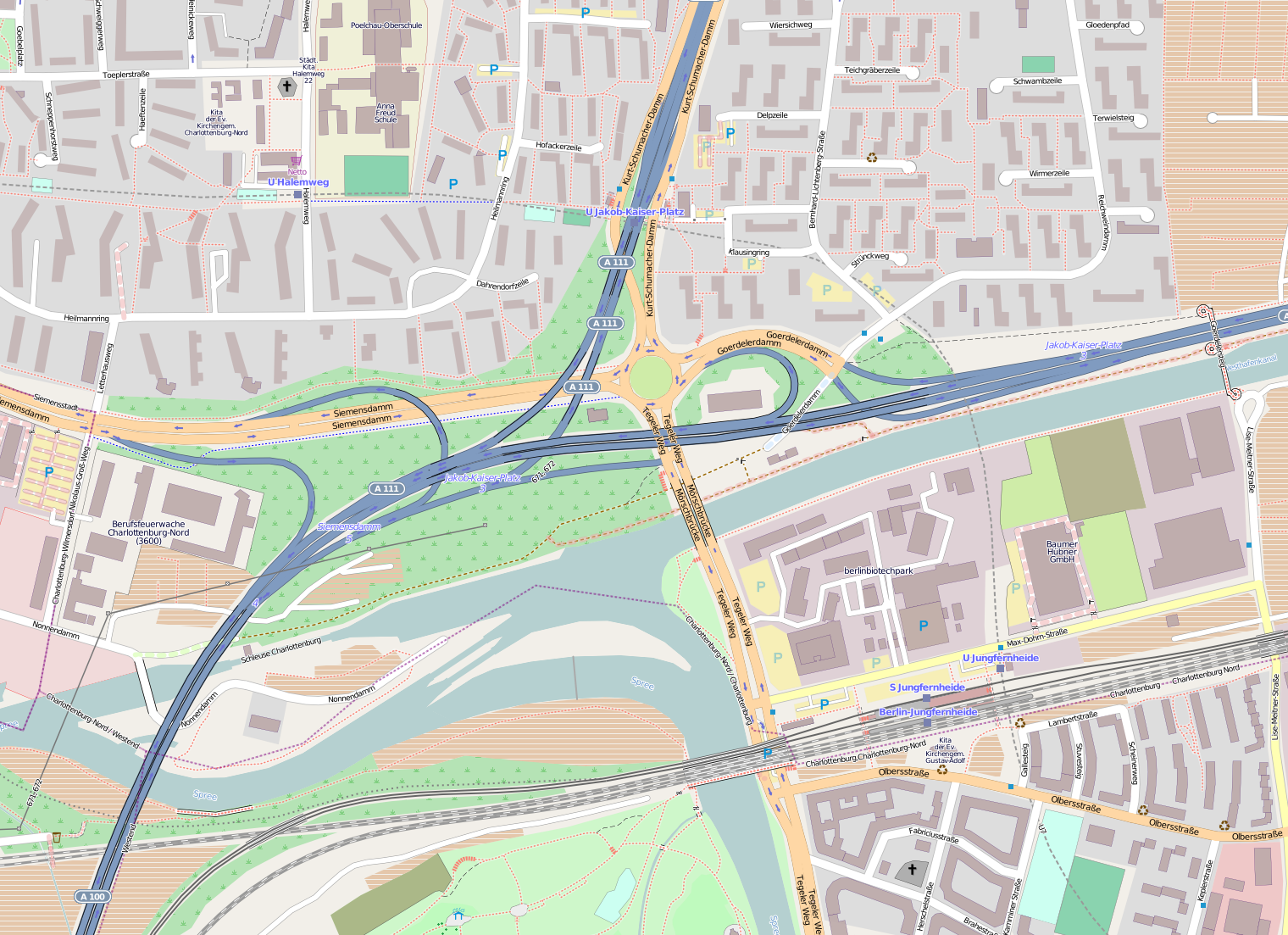
Autobahndreieck Charlottenburg mit den integrierten Aus- und Auffahrten und den Verbindungen über den Jakob-Kaiser-Platz

Auf dem südlichen Ast liegen einige Besonderheiten. So ist die Anschlussstelle Schmargendorf als Autobahnkreuz Wilmersdorf mit dem Teilstück der A 104 nach Steglitz errichtet worden – beide wurden im Zuge der Umwidmungen 2005 als Teile eines Zubringers zur A 100 herabgestuft, sodass die langen Flyover-Verbindungsrampen ungewöhnlich raumgreifend wirken. 1974 wurde an dieses Kreuz die Fußgängerbrücke „Hoher Bogen“ angefügt, deren Name sich selbst erklärt. Die provisorische Ausfahrt Detmolder Straße führte auf die parallel zur heutigen Autobahn verlaufende Detmolder Straße – diese blieb als Ausfahrt erhalten, mit dem Weiterbau der Autobahn entstanden dann zwei weitere Rampen, die allerdings hinter den alten Rampen am Heidelberger Platz enden, sodass sie verkehrstechnisch wie zwei ineinander verschlungene Halbanschlussstellen mit gleichem Namen fungieren. Im Zuge der „autogerechten Stadt“ wurde die kreuzende Bundesallee in den 1960er Jahren mit mehreren Tunneln ausgestattet, diese Hochleistungsachse hat allerdings keinen eigenen Anschluss an den Stadtring, sondern wird über die Anschlussstellen Detmolder Straße westlich und Wexstraße östlich erreicht. Die Untertunnelung des Innsbrucker Platzes dauerte von 1971 bis 1979 relativ lange (auch weil ein bislang noch ungenutzter U-Bahnhof eingebaut wurde), wobei eine vollständige Anschlussstelle entstand, die über Martin-Luther-Straße und Hauptstraße/Potsdamer Straße wichtige Stadtteilzentren erschließt. In das Bauwerk am Innsbrucker Platz sind die Rampen der Halbanschlussstelle Wexstraße integriert, mit zusätzlichen Verbindungswegen zwischen den Rampen der Wexstraße und zum Innsbrucker Platz. Zu dieser Häufung und Verschlingung von Rampen kommt noch hinzu, dass die Fahrstreifen der Zu- und Ausfahrten Innsbrucker Platz und des folgenden Schöneberger Kreuzes ineinander übergehen.
Im nördlichen Ast nimmt der Jakob-Kaiser-Platz unter dem Autobahndreieck Charlottenburg eine Sonderfunktion ein. Der weitergebaute Stadtring wurde 1973 an den Platz angeschlossen, der Lückenschluss über diesen hinweg erfolgte erst 1979. Der Platz übernimmt auch nach dem Lückenschluss im Stadtring weiterhin die fehlende Verbindung zur A 111 und bindet gleichzeitig die Verkehrsachse Siemensdamm/Nonnendammallee an. Im Berufsverkehr wird häufig die kurze Auffahrt Siemensdamm am Dreieck gesperrt und der Verkehr aus dieser Verkehrsachse über den Platz hinweggeführt, um dann die folgende Zufahrt zum Stadtring zu nutzen.

### Bauabschnitt 12

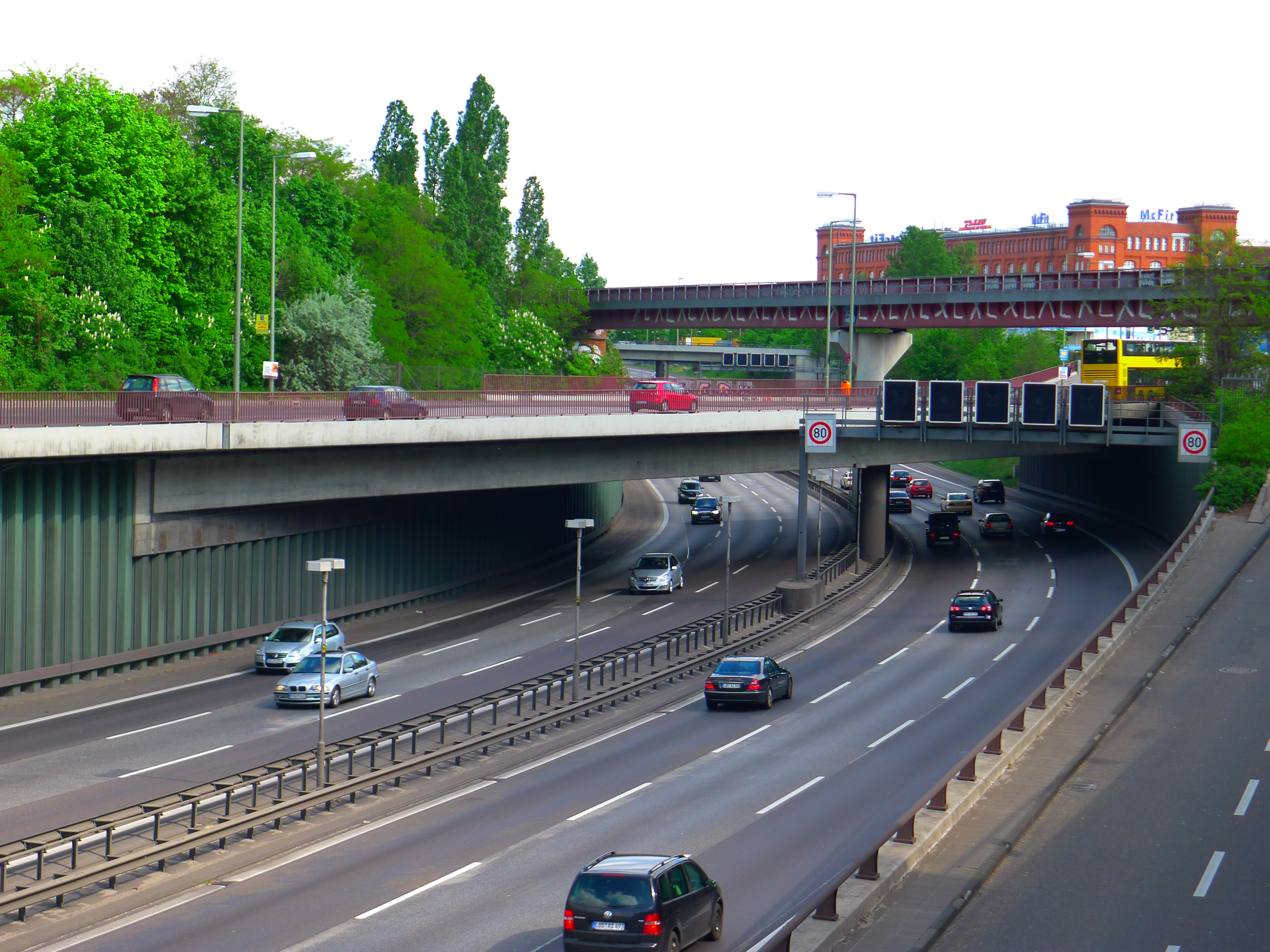
Brücke des Sachsendamms über der unterführten Autobahn, darüber noch eine Bahnbrücke. Rechts die neue dritte Rampe der Anschlussstelle Alboinstraße.

Der 12. Bauabschnitt umfasste den Bau vom fertiggestellten Autobahnkreuz Schöneberg (Westtangente) zum geplanten Autobahnkreuz Tempelhof (Osttangente). Dieser Bauabschnitt war ab 1972 geplant, der eigentliche Bau erfolgte allerdings erst Jahrzehnte später.
Bei der Errichtung des Autobahnkreuzes Schöneberg wurde westlich davon die Anhalter Bahn unterquert sowie dazu parallele Straßenverbindungen. Dazu wurde die 260 m lange Untertunnelung des Innsbrucker Platzes und der Ringbahn errichtet, und in den Tunnel ist die Ausfahrt Innsbrucker Platz integriert. Auf der östlichen Seite des Autobahnkreuzes war dann wiederum eine Untertunnelung einer Bahnstrecke vorgesehen. Weil die Trasse unter dem bereits stillgelegten Stellwerk Tpa der Dresdener Bahn durchführte, wurden Verhandlungen mit der Deutschen Reichsbahn begonnen, dem damaligen Inhaber der Betriebsrechte (mittelbar die DDR), die allerdings ergebnislos blieben. Die Planung kam 1974 ins Stocken, da die DDR dem Abriss der alten Bahnbrücken nur zustimmen wollte, wenn der Senat einen neuen Güterbahnhof finanziert – zehn Jahre später brachen die Verhandlungen ganz ab.
In der Folge wurde eine provisorische Anschlussstelle Sachsendamm am Ende des Autobahnkreuzes hergestellt, und der parallel zur späteren Autobahn verlaufende Sachsendamm als Umfahrung genutzt. Dieses Teilstück bildete so von 1972 bis 1996 ein Nadelöhr und führte bedingt durch die notwendige Ampelanlage zu erheblicher Staubildung („längster Parkplatz Berlins“). Durch die häufige Nennung in den Verkehrsmeldungen war der Bauabschnitt der Autobahn selbst auch als ‚Sachsendamm‘ geläufig, in der Planfeststellung 1992 wird es jedoch als Lückenschluss zwischen den Anschlussstellen Sachsendamm und Alboinstraße benannt. Nachdem durch die deutsche Wiedervereinigung neue Möglichkeiten entstanden waren, wurde der Lückenschluss mit Nachdruck verfolgt und 1990 die alten Bahnbrücken gesprengt. Das 270 Millionen Mark (kaufkraftbereinigt in heutiger Währung: rund 275,3 Millionen Euro) teure Projekt wurde durch zusätzliche Gelder so beschleunigt, dass eine Richtungsfahrbahn provisorisch mit vier Fahrstreifen im Dezember 1995 in Betrieb gehen konnte. Nach Verkleinerung der ehemaligen Rampen zum Sachsendamm und Fertigstellung der zweiten Richtungsfahrbahn wurde die Autobahn dann im Oktober 1996 vollständig eröffnet.
Die fertiggestellte Autobahn unterquert die Bahnstrecke, wobei eine 70 m breite Betonplatte hergestellt wurde, da die Deutsche Bahn zum Baubeginn 1993 noch nicht sagen konnte, wie die Gleise später liegen sollen, da sie in die vorherige Planung nicht einbezogen war. Hinzu kommen als Straßenbrücke östlich die Hermann-Ganswindt-Brücke (anliegend Möbelhaus Höffner), dann die August-Druckenmüller-Brücke, die den Sachsendamm trägt, und schließlich die westliche Friedrich-Haak-Brücke (anliegend IKEA). Direkt anliegend zu den Bahnbrücken wurde außerdem der Sachsendammsteg als Fußgängerbrücke errichtet, der zum Bahnhof Südkreuz führt. Zusätzlich wurde eine weitere Rampe zur ehemaligen Halbanschlussstelle Alboinstraße ergänzt – die vierte Rampe dort fehlt und die Zufahrt erfolgt stattdessen über die einzelne Rampe vom Sachsendamm, die von der ehemaligen provisorischen Anschlussstelle verblieb.

### Bauabschnitt 13

Übersichtskarte Zubringer Gradestraße und Anschlussstelle Oberlandstraße

Der Bauabschnitt von der Alboinstraße bis zur Gradestraße wurde am 24. November 1981 eröffnet. Die Planungen von 1965 beinhalteten noch den Bau eines Autobahnkreuzes, realisiert wurde allerdings 1981 die Bauvorleistung einer Gabelung für ein mögliches Autobahndreieck Tempelhof. Die Gabelung wurde so vorbereitet, dass die Autobahn in Hochlage weitergeführt werden konnte, in der späteren Realisierung wurde jedoch eine Tieflage in einem Tunnel beschlossen und die alten Rampen wieder abgebrochen. Die Rampen zur Anschlussstelle Gradestraße blieben allerdings erhalten – diese Anschlussstelle selbst teilt sich zur Ausfahrt in zwei Fahrbahnstreifen, um dazwischen Raum zu lassen für einen eventuellen Weiterbau als A 102, die jedoch zwischenzeitlich aus der Planung entfallen ist.
Vom Zubringer Gradestraße führen die Fahrstreifen der Auffahrt unmittelbar in Ausfahrt der Fahrstreifen der östlichen Seite der Anschlussstelle Oberlandstraße über. Zwischen den Anschlussstellen Oberlandstraße und Tempelhofer Damm befindet sich das Areal des ehemaligen Flughafens Tempelhof, das seit 2010 als Tempelhofer Feld der Öffentlichkeit für Freizeitaktivitäten zugänglich ist. Durch die Hochlage der Autobahn ist das Feld weit zu überblicken. Am Ostende des Güterbahnhofs Tempelhof wurde quer unter der Autobahntrasse ein Anschlussgleis zur Belieferung einer Propangasabfüllstation gebaut. Dieses 1978 gebaute Gleis wird seit Anfang der 2000er Jahre nicht mehr genutzt, da die Abfüllstation geschlossen wurde. Bis dahin wurde Propangas in Druckgaskesselwagen zugestellt. Die Fahrstreifen der westlichen Rampen der Anschlussstelle Tempelhofer Damm gehen dann wiederum unmittelbar in die Fahrstreifen der Anschlussstelle Alboinstraße über.
Die 1987 zusätzlich eingerichtete provisorische Anschlussstelle Suadicanistraße  wurde beim Bau des vorherigen Bauabschnitts am Sachsendamm wieder abgebrochen.

### Bauabschnitt 14

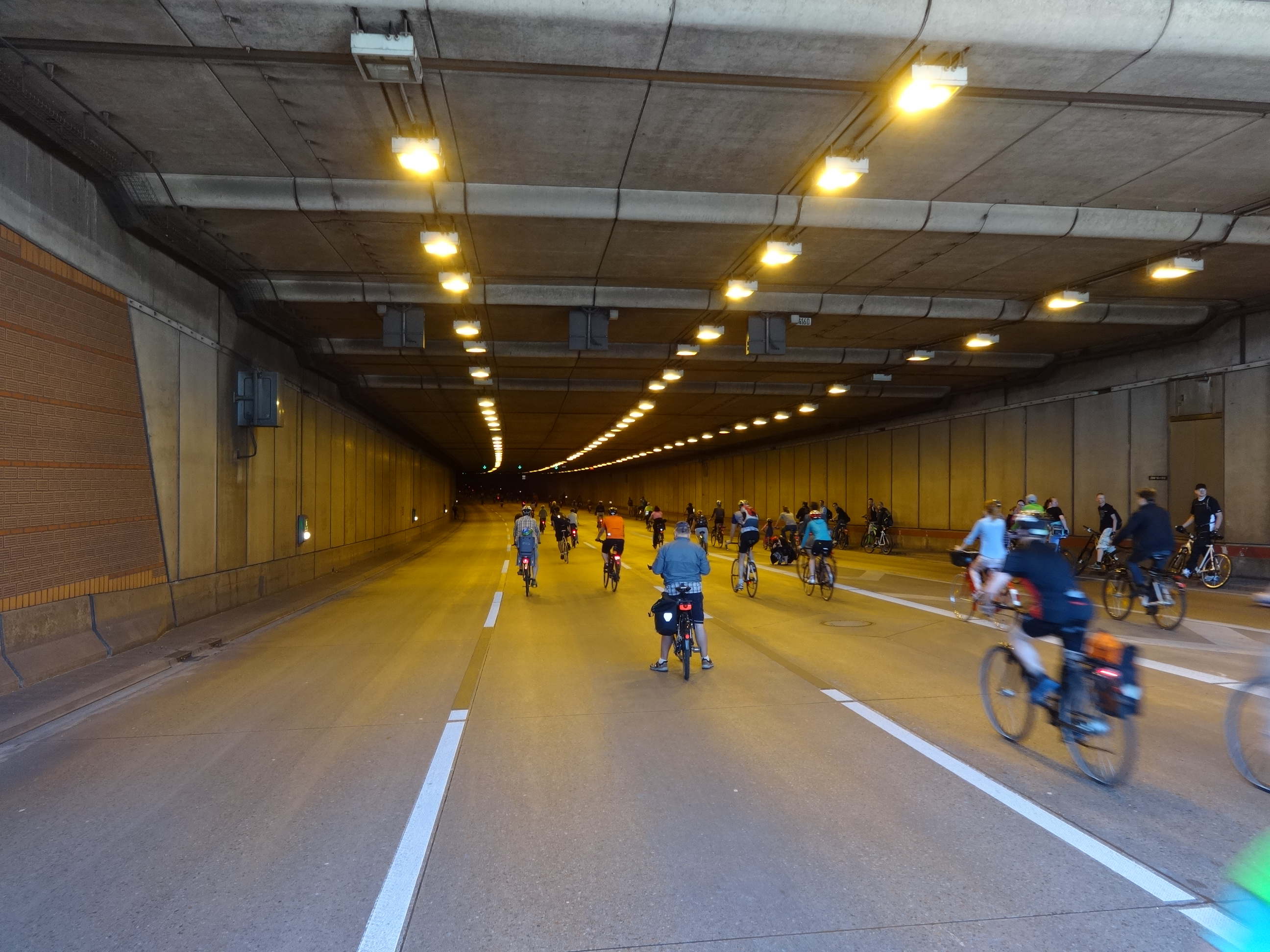
Tunnel Ortskern Britz (während einer Sperrung zur Fahrradsternfahrt)

Der Tunnel Ortsteil Britz (auch Tunnel Ortskern Britz oder Britzer Tunnel genannt) wurde seit 1995 errichtet und im Juli 2000 eröffnet. In den alten Planungen sollte dieser Abschnitt als Hochstrecke geführt werden. Bis zum Mauerfall wurde allerdings nicht an eine Ausführung gedacht. Um den Ortsteil Britz (im engeren Sinne: Neubritz) nicht in zwei Teile zu spalten, wurden die Planungen geändert und der Ortsteil mit einem Tunnel unterquert.
Der Bauabschnitt hat mit den Rampen eine Länge von 2621 m, wovon 1713 m auf die Tunnel selbst entfallen. Der Tunnel verfügt über zwei Tunnelröhren, die jeweils 14,50 m breit sind. Jede Tunnelröhre enthält eine 12,50 m breite Richtungsfahrbahn mit drei Fahrstreifen (je 3,66 m), einen Standstreifen (1,50 m) und zwei je einen Meter breite erhöhte Seitenstreifen. Die lichte Bauwerkshöhe beträgt 4,90 m. Für die verkehrstechnische Ausrüstung des Tunnels sind 40 cm unter der Decke reserviert, sodass sich eine lichte Durchfahrtshöhe von 4,50 m ergibt. Diese Höhe wird mittels einer elektronischen Höhenkontrolle an den Einfahrten überwacht. Zu den weiteren Tunneleinrichtungen gehört ein ständig verfügbares Mittelstreifenüberleitsystem, sodass eine der beiden Röhren vollgesperrt werden kann und der Verkehr dann in beiden Richtungen durch eine Röhre fließt. Innerhalb des Tunnels führt in östlicher Richtung die Halbanschlussstelle Britzer Damm in den Ortsteil. Darüber befindet sich der Carl-Weder-Park.

### Bauabschnitt 15

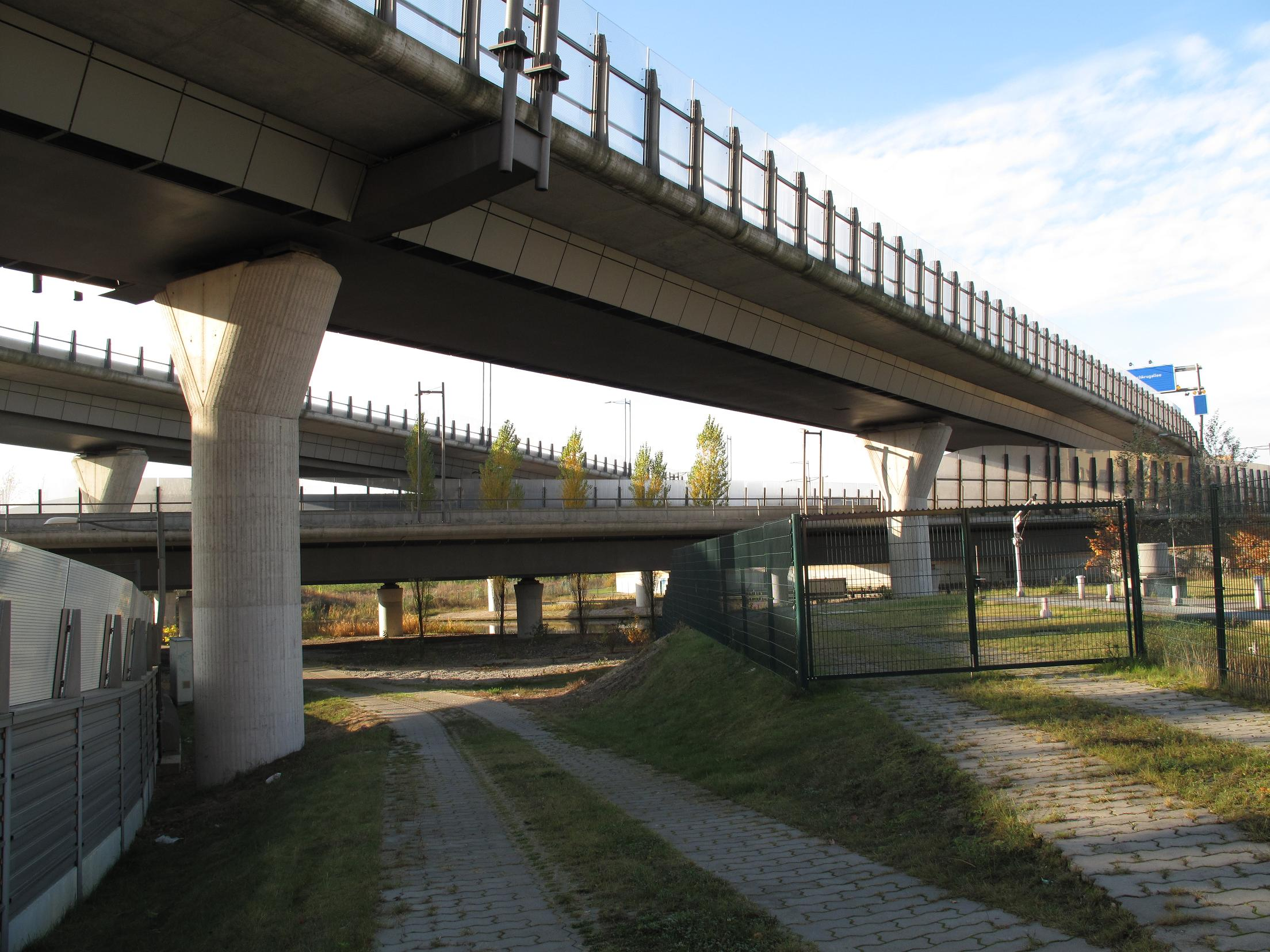
Blicke auf die Brückenebenen des Autobahndreiecks

Ausgehend vom Tunnel Ortskern Britz führen die mittleren Haupttrassen der A 100 in einem Schwenk mit zwei Fahrstreifen nach Süden auf die A 113, die seit 1997 in Bau war. Der anschließende nördliche Abschnitt der A 113 bis zur Späthstraße wurde zusammen mit dem Autobahndreieck Neukölln am 14. Juli 2004 eröffnet. Anschließend wurde die A 113 verlängert, erst 2005 nach Adlershof und folgend 2008 nach Waltersdorf, wodurch sich eine durchgängige Trasse zur A 13 ergibt.
Für den Weiterbau der A 100 wurden am Autobahndreieck die äußeren Rampen zweistreifig ausgelegt. Diese führten jedoch unmittelbar am Ende der Rampen in einer Kurve auf die provisorische Anschlussstelle Grenzallee. Im Rahmen der Bauarbeiten für den Bauabschnitt 16 wurde die direkte Ausfahrt zur Grenzallee gesperrt und eine Ausfahrt zu einer Umfahrung errichtet.
Als reguläre Anschlussstelle sind in das Autobahndreieck zusätzliche Rampen zur östlichen Seite der Anschlussstelle Buschkrugallee eingebaut. Die westliche Seite der Anschlussstelle sind die Tunnelzufahrten des Tunnels Ortskern Britz, die bis zur Eröffnung des Dreiecks eine Halbanschlussstelle bildeten und Ende der A 100 waren.
Durch den geplanten Weiterbau und die Integration der Anschlussstelle besteht das Autobahndreieck aus sechs Brücken in vier Ebenen, die sich jeweils über die Gewässer des Neuköllner Schifffahrtskanals spannen. Die Brücken liegen zwischen dem Hafen Britz-Ost und dem Hafen Neukölln.

## Erweiterungen

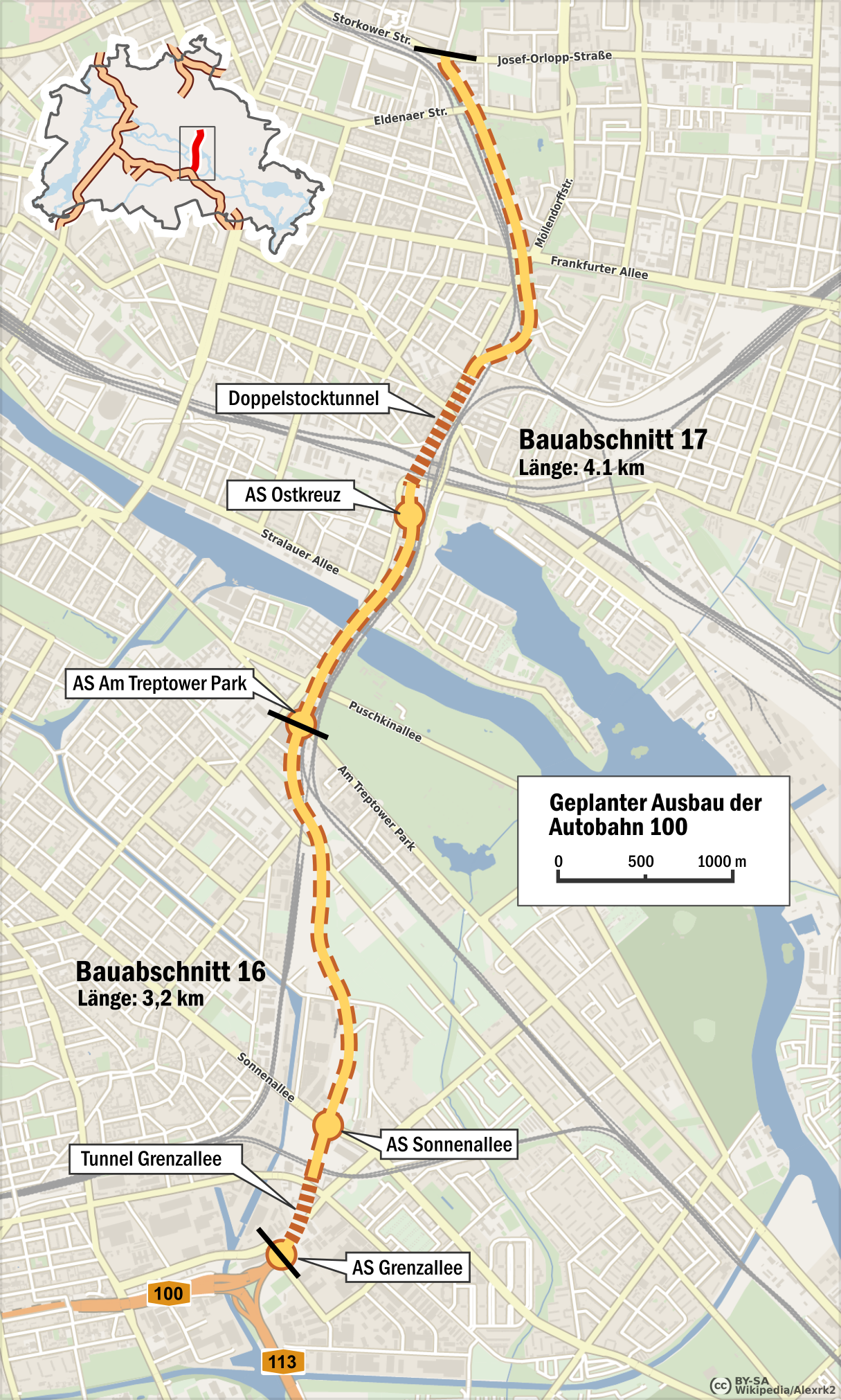
Karte der geplanten Bauabschnitte 16 und 17, Stand: 2016

Der Weiterbau der A 100 ist in zwei Abschnitten vorgesehen. Der erste Abschnitt (BA 16) ist im Bau und führt entlang der Ringbahn und am Güterbahnhof Treptow vorbei bis zur AS Am Treptower Park. Parallel zur Ringbahn führt der geplante BA 17 von dort aus oberirdisch, nach knapp 1,5 km am Ostkreuz durch einen 900 m langen Tunnel hindurch und abschließend knapp 2 km oberirdisch (an der Frankfurter Allee in schwebender Bauweise über das Ring-Center hinweg) durch die Wohngebiete Friedrichshain und Lichtenberg bis an die Storkower Straße. Dort soll die Autobahn dauerhaft enden.

### Bauabschnitt 16

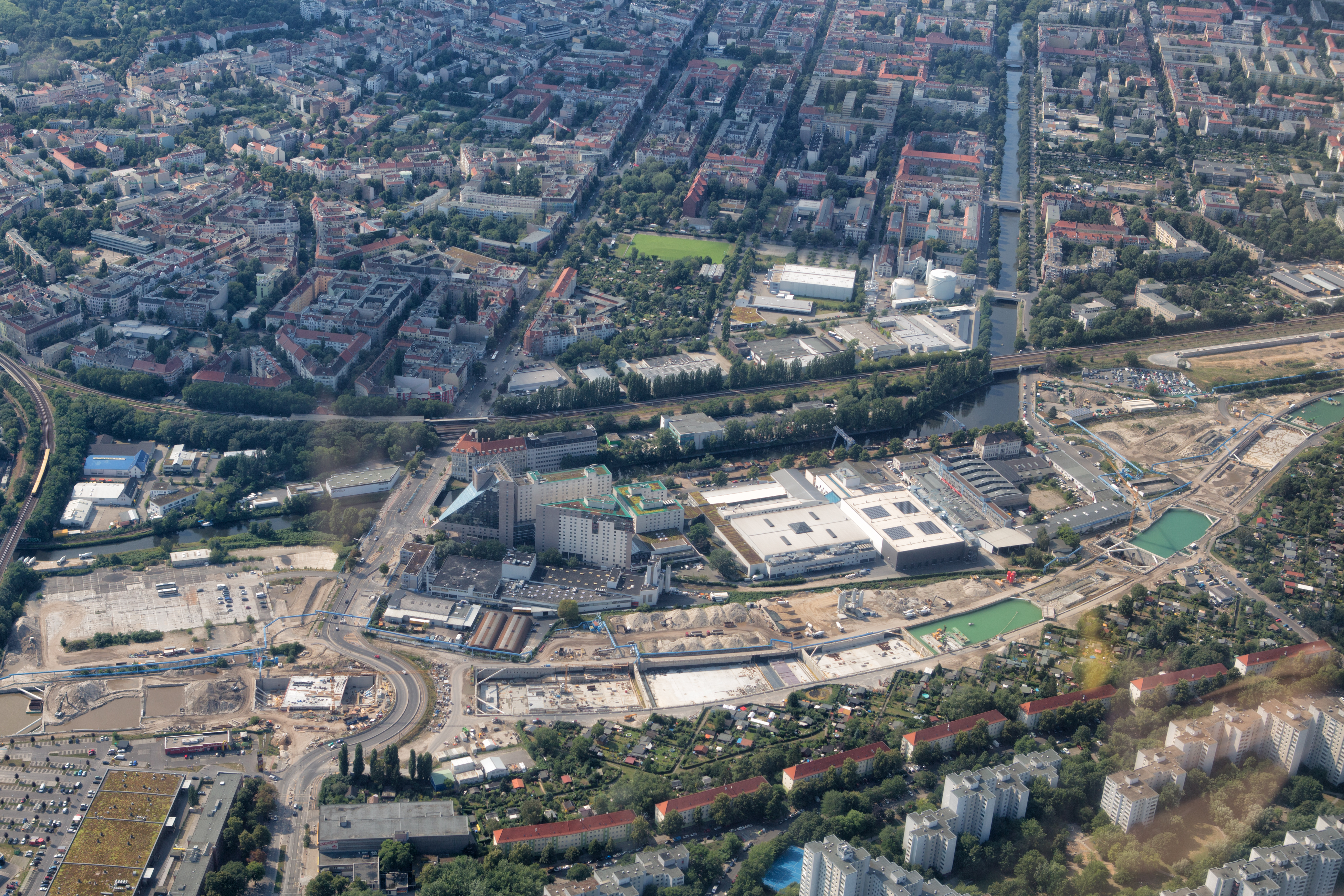
Luftbild des Trogbaus nahe dem Hotel Estrel, 2016

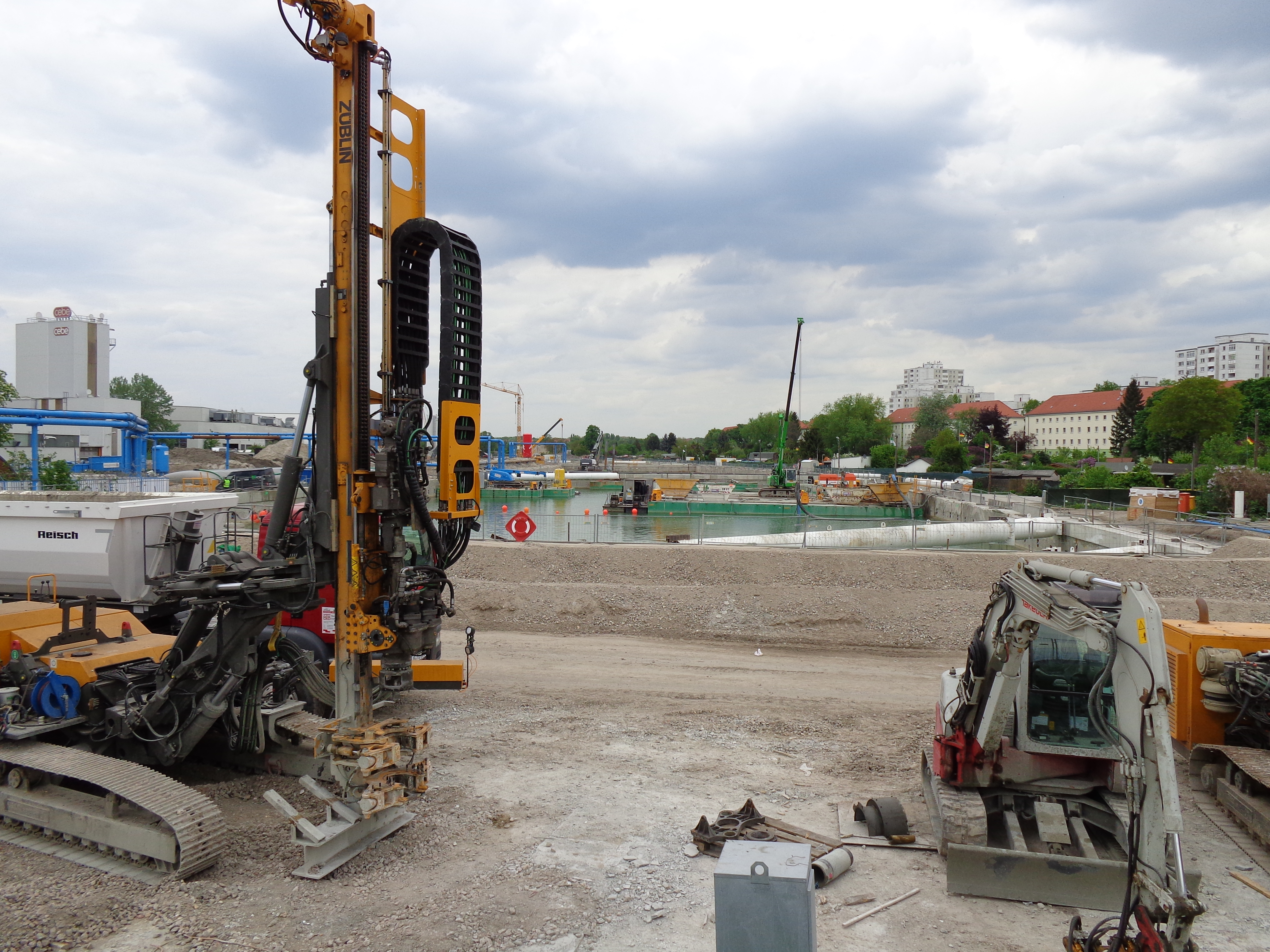
Bauarbeiten nördlich der Sonnenallee, 2015

Der Autobahnabschnitt beginnt am Dreieck Neukölln und wird um 3,2 km nach Nordosten geführt. Er unterquert in einem Tunnel die Grenzallee sowie die Neuköllnische Allee, um dann über eine Anschlussstelle an die Sonnenallee anzubinden und in ihrem weiteren Verlauf parallel zum Güterbahnhof Treptow zu verlaufen. Er endet vorläufig nach Unterquerung der Kiefholzstraße und der Ringbahn an der Anschlussstelle Am Treptower Park.
Beim Bau des Multiplex-Kinos und des Park-Center-Einkaufszentrums in den Jahren 2000–2003 waren hinter den Gebäudekomplexen die Fläche für die Anschlussstelle Treptower Park freigehalten worden.
Die im Bauabschnitt 16 neu errichteten Straßenbrücken über die A 100 erhielten folgende Namen: Margarete-Kubicka-Brücke (Dieselstraße), Hatun-Sürücü-Brücke (Sonnenallee), Mathilde-Rathenau-Brücke (Kiefholzstraße).

#### Kosten
Die Baukosten wurden ursprünglich mit 417 Millionen Euro veranschlagt, hinzu kommen Grunderwerbskosten in Höhe von 56 Millionen Euro.
Durch erhöhte Schadstoffbelastungen, etwa mit Öl- und Eisenanteilen, sowie nicht verzeichnete Tunnelanlagen im Umfeld des Güterbahnhofs Treptow erhöhten sich die zu erwartenden Kosten von insgesamt 500 auf etwa 600 Millionen Euro.
Im März 2021 wurden weitere Kostensteigerungen auf nun bis zu 700 Millionen Euro sowie eine Fertigstellung voraussichtlich Ende 2024 bekannt. Jeder Meter Verlängerung kostet bereits 220.000 Euro und wird damit wohl das teuerste Autobahnprojekt Deutschlands überhaupt.
Im April 2025 werden die Kosten von der Autobahn GmbH auf 720 Millionen Euro beziffert.

#### Bauzeit und Eröffnung
Die Auslegung der Planfeststellungsunterlagen erfolgte im März 2009, eine vierwöchige öffentliche Anhörung zu den Einwendungen wurde Ende 2009 durchgeführt. Im Oktober 2012 wies das Bundesverwaltungsgericht die Klagen gegen den Weiterbau weitestgehend zurück, unmittelbar darauf begannen bauvorbereitende Arbeiten.
Am 8. Mai 2013 erfolgte der feierliche erste Spatenstich, ausgeführt vom damaligen Bundesverkehrsminister Peter Ramsauer (CSU) und Berlins Verkehrssenator Michael Müller (SPD). Die Ingenieurbauwerke sollten ab Herbst 2013 errichtet werden.
Zu Baubeginn wurde mit der Fertigstellung des neuen Teilstücks zum Jahreswechsel 2021/22 gerechnet. Da der Brückenbau zur Ringbahn-Überführung nahe Kiefholzstraße neu ausgeschrieben werden musste, verzögerte sich die Fertigstellung des Bauabschnitts.
Der Eröffnungstermin wurde immer wieder verschoben, u. a. im Februar 2024 um ein weiteres halbes Jahr auf Juni 2025 und wiederum im April 2025 auf den September des Jahres, zuletzt wurden Lieferprobleme bei Bauteilen für die elektronischen Verkehrszeichenbrücken angegeben.

### Bauabschnitt 17
Der Zeithorizont für den Weiterbau (BA 17) ist nicht absehbar. Sieben Trassierungsvarianten zum Bau bis zur Frankfurter Allee wurden untersucht und mit Blick auf weitere Bauabschnitte darüber hinaus. Die Autobahn soll in diesem Abschnitt durchweg oberirdisch in Nähe zur Ringbahn verlaufen, mit Ausnahme eines rund 900 m langen doppelstöckigen Tunnels im Bereich Ostkreuz. Der Bauabschnitt beginnt an der Anschlussstelle Am Treptower Park, überquert die Spree parallel zur Bundesstraße 96a/Markgrafendamm und unterquert das Ostkreuz nach Norden, um dann entlang der Neuen Bahnhofstraße in Höhe Kietzer Weg wieder oberirdisch bis zur Anschlussstelle Frankfurter Allee zu führen, wobei die Frankfurter Allee und das Ring-Center von oben überbaut werden. Ursprünglich sollte der 17. Bauabschnitt dort enden, entsprechend einer Zusatzuntersuchung zum Bundesverkehrswegeplan 2015 ist dagegen ein plangleicher Anschluss nördlicher an die Storkower Straße (auf Lage der heutigen Carl-von-Linné-Schule) vorgesehen, der vorab östlich der Ringbahn, entlang des Stadtparks Lichtenberg, verläuft.
Mit dem Entfall eines kompletten Autobahnringes um die Berliner Innenstadt ist ein möglicher 18. Bauabschnitt ab der Frankfurter Allee nicht mehr zur Planung gekommen. Da die bestehende Möllendorffstraße, die in natürlicher Verlängerung der Trasse liegt, nicht den gesamten abfließenden Verkehr aufnehmen kann, wurde für die Lücke zwischen der Frankfurter Allee und dem Stadtstraßenring (Ostsee-/Michelangelostraße) eine noch zu bauende Stadtstraße zwischen Frankfurter Allee und Storkower Straße entlang der Ringbahn vorgeschlagen. Im Zuge der regelmäßigen Überprüfung des Bundesverkehrswegeplans wurde dieser Abschluss für den 17. Bauabschnitt bestätigt. Mit Fertigstellung des Bundesverkehrswegeplans zu Ende 2015 soll der Bauabschnitt dann 4,1 km lang sein, statt bis dahin 3,1 km bis Frankfurter Allee.
Als Bauvorleistung wurden beim Umbau des Bahnhofs Ostkreuz ab 2006 bereits Schlitzwände gegraben, wodurch Betonwände mit einer Dicke von 1,2 m und einer Tiefe von 24 m im Boden entstanden. Diese wurden mit einer Betondecke von zwei Meter Dicke versehen, auf der dann der Bahnhof entstand. Die Tunnelvorleistung am Ostkreuz bildet für die mögliche Trassierung des Bauabschnitts einen Zwangspunkt.
Im März 2022 schrieb die Autobahn GmbH des Bundes Planungsleistungen für den 17. Bauabschnitt aus. In diesem Zuge soll bis 2025 die bisher vorgesehene Linienführung hinsichtlich Umweltaspekten, Verkehrsaufkommen und Lärmbelastung überarbeitet werden. Im Januar 2023 beauftragte die Autobahn GmbH des Bundes ein Ingenieurbüro mit der Planung dieses Bauabschnitts.
Die Kosten für diesen Abschnitt wurden 1999 auf 286,3 Millionen Euro geschätzt (bis Frankfurter Allee). Eine aktualisierte Kostenschätzung im Zuge der Anmeldung zum Bundesverkehrswegeplan 2015 veranschlagt diese nun (Stand: Ende 2013) mit 531,2 Millionen Euro. Für die Vorleistungen am Bahnhof Ostkreuz waren zusätzlich zu diesem Bedarf bereits 16,3 Millionen Euro im Investitionsrahmenplan vorgesehen.

### Bundesverkehrswegeplan 2030
Im Entwurf des Bundesverkehrswegeplans 2030 wurden der 16. und der 17. Bauabschnitt zusammengefasst, beide Abschnitte gelten damit als Gesamtprojekt; es wird als „laufendes und fest disponiertes Projekt (FD)“, d. h. als Projekt der höchsten Dringlichkeitsstufe aufgelistet. Zum Planungsstand allgemein und auch differenzierter z. B. zur naturschutzfachlichen Beurteilung oder zur raumordnerischen Beurteilung sind im Entwurf des Bundesverkehrswegeplans wie bei der Mehrheit aller Projekte noch keine Informationen enthalten. Die Gesamtstrecke wird als „im Bau“ gekennzeichnet; Bauarbeiten finden derzeit allerdings nur zwischen den Anschlussstellen Grenzallee und Am Treptower Park statt. Als Gesamtinvestitionskosten werden für die Strecke AD Neukölln – Storkower Straße 848,3 Millionen Euro angegeben.

### Politische Kontroverse der Weiterführung

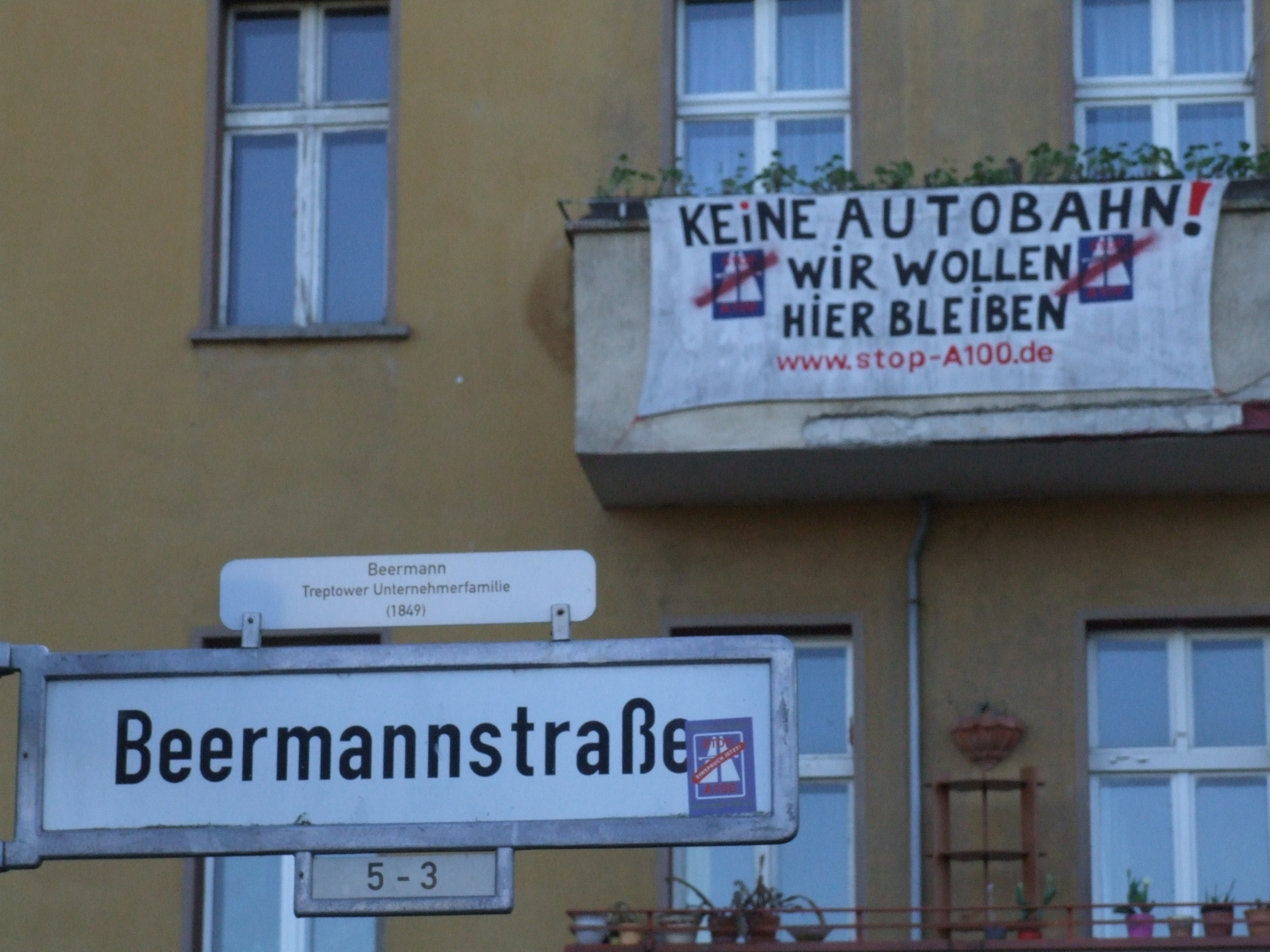
In der Beermannstraße mussten mehrere Wohnhäuser für den Ausbau abgerissen werden

Gegen den Ausbau haben sich neben mehreren Anwohnerinitiativen die Bürgerinitiative BISS (Bürgerinitiative Stadtring Süd), das Aktionsbündnis A 100 stoppen! und die Bürger*innenInitiative A100  gegründet. Sie organisierten zahlreiche Protestaktionen wie beispielsweise eine Fahrraddemonstration am 19. April 2009 mit 1500 Teilnehmern oder Aktionen wie einen Flashmob auf einer Kreuzung an der Oberbaumbrücke am 21. Juni 2010. Die Initiative Wirtschaft pro A100 setzt sich dagegen für den Weiterbau ein.
Bei der Beschlussfassung zum 16. Bauabschnitt gab es 2009 um den Weiterbau einen Streit in der damaligen rot-roten Koalition: Die Linkspartei war gegen den Ausbau und die SPD war auf einem Parteitag zunächst gegen, später aber wieder für den Bau. Die Kontroverse um die Ausbauplanungen führte am 5. Oktober 2011 zu einem Scheitern der rot-grünen Koalitionsverhandlungen im Anschluss an die Abgeordnetenhauswahl 2011. Unter der rot-schwarzen Koalition nahm der damalige Bundesverkehrsminister Peter Ramsauer am 15. Dezember 2011 das Teilstück in den Investitionsrahmenplan 2011–2015 auf. Der Bau sollte ursprünglich 2012 beginnen und 2016 abgeschlossen werden. Auf Antrag des Naturschutzverbandes BUND und mehrerer privater Antragsteller untersagte das Bundesverwaltungsgericht am 9. Februar 2012 der Berliner Senatsverwaltung für Stadtentwicklung durch Eilbeschluss, an der für die Verlängerung der Stadtautobahn A 100 vorgesehenen Trasse bauvorbereitende Maßnahmen durchzuführen, insbesondere Teile der Trasse freizulegen. Am 10. Oktober 2012 wies das Bundesverwaltungsgericht die Klagen gegen den Weiterbau im 16. Bauabschnitt zurück.
Der Termin für den Beginn des 17. Bauabschnitts bleibt unklar. Die FDP, die AfD, die CDU und Teile der SPD wünschen den sofortigen Weiterbau. Entschieden gegen das Bauprojekt sprechen sich die Linke und die Grünen sowie Politiker verschiedener Parteien und Bürgermeister der betroffenen Bezirke aus. Der Bauabschnitt wird bei der Verwaltung als „in Bau“ eingestuft.

### Weitere Baumaßnahmen
Für eine 300 Meter lange Überdeckelung der Fahrbahn zwischen Knobelsdorffbrücke und Kaiserdammbrücke wurde 2019 eine Machbarkeitsstudie im Rahmen eines Pilotprojekts in Auftrag gegeben, um auszuloten, ob und wie Verkehrsinfrastrukturflächen mehrfach genutzt werden können. Inwiefern diese Maßnahme umgesetzt wird, ist unklar.
Das Autobahndreieck Funkturm (A 100/A 115) soll mit seinen rund 25 Brücken umgebaut und saniert werden. Dazu soll eine neue Anschlussstelle Messedamm entstehen. Alle Arbeiten sollen unter laufendem Verkehr durchgeführt werden, was angesichts des hohen Verkehrsaufkommens eine Herausforderung ist. Baustart wird frühestens 2024 sein.

## Sanierungsbedarf und Brückensperrung

Autobahndreieck Funkturm mit dazugehöriger Ringbahnbrücke

Bei den in den 1960er und 1970er Jahren gebauten Spannbeton-Brückenbauwerken ist inzwischen dringender Sanierungs- bzw. Ersatzbedarf entstanden. Nach dem Einsturz des Brückenzuges C der Dresdener Carolabrücke wurde erkannt, dass die Spannbetonbrücken der ersten Generation (1950er bis 1960er Jahre) mit korrosionsanfälligem Stahl gebaut wurden. Hierzu wurden die Bauwerkskontrollen auch in Berlin intensiviert. Bei einem seit 15 Jahren beobachteten Riss wurde dabei akute Einsturzgefahr bei der Ringbahnbrücke nördlich des Funkturmdreiecks festgestellt. Im März 2025 musste der Streckenabschnitt der A 100 in Fahrtrichtung Nord zwischen Halensee und der Anschlussstelle Spandauer Damm für den Autoverkehr gesperrt und mit einem Fahrstreifen auf die Fahrbahn der Gegenrichtung umgeleitet werden. Am 27. März 2025 wurde aus Sicherheitsgründen mit der Montage von Behelfsstützen begonnen, um das Einstürzen der Ringbahnbrücke auf die darunterliegenden Gleisanlagen (S-Bahn und Gütergleise) zu verhindern, weshalb auch der S-Bahn-Verkehr auf der Ringbahn zwischen Westend und Halensee unterbrochen wurde. Am 12. April 2025 begannen die eigentlichen Abrissarbeiten an den beiden Brücken.
Auf YouTube wurde ein Live-Video über die Abrissarbeiten an der Ringbahnbrücke zur Verfügung gestellt. Die DEGES hinterlegte ein Live-Video über die Abrissarbeiten der Westendbrücke. Die Abrissarbeiten und der Abtransport der Schuttmassen konnten bis zum 17. April weitgehend abgeschlossen werden, der Verkehr auf den unter den Brücken befindlichen S-Bahn- und Fernbahn-Gleisen wurde am 28. April 2025 wieder aufgenommen.

## Besonderheiten

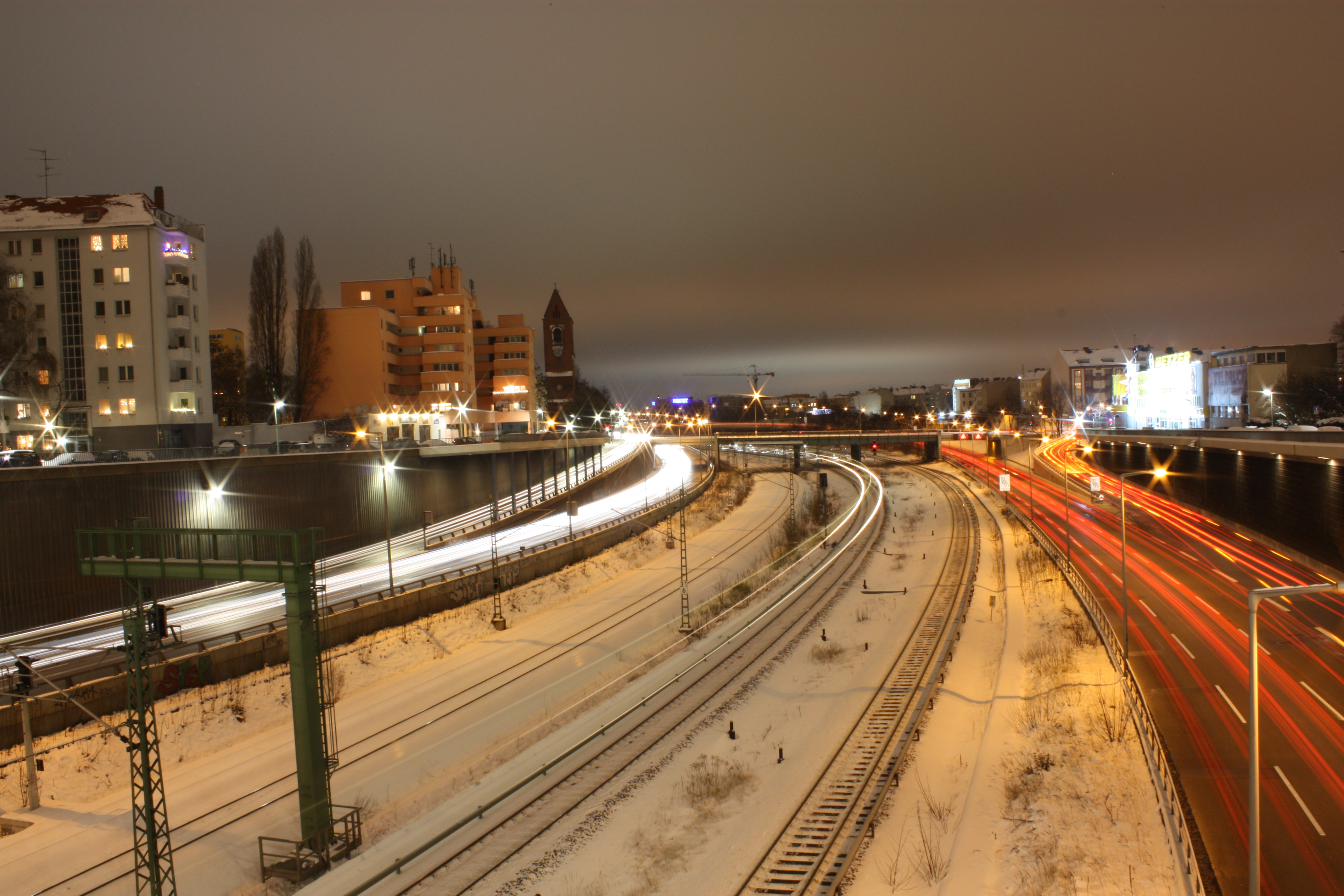
Abendliche Winteraufnahme der A 100 vom Kaiserdamm in Richtung Norden, 2010

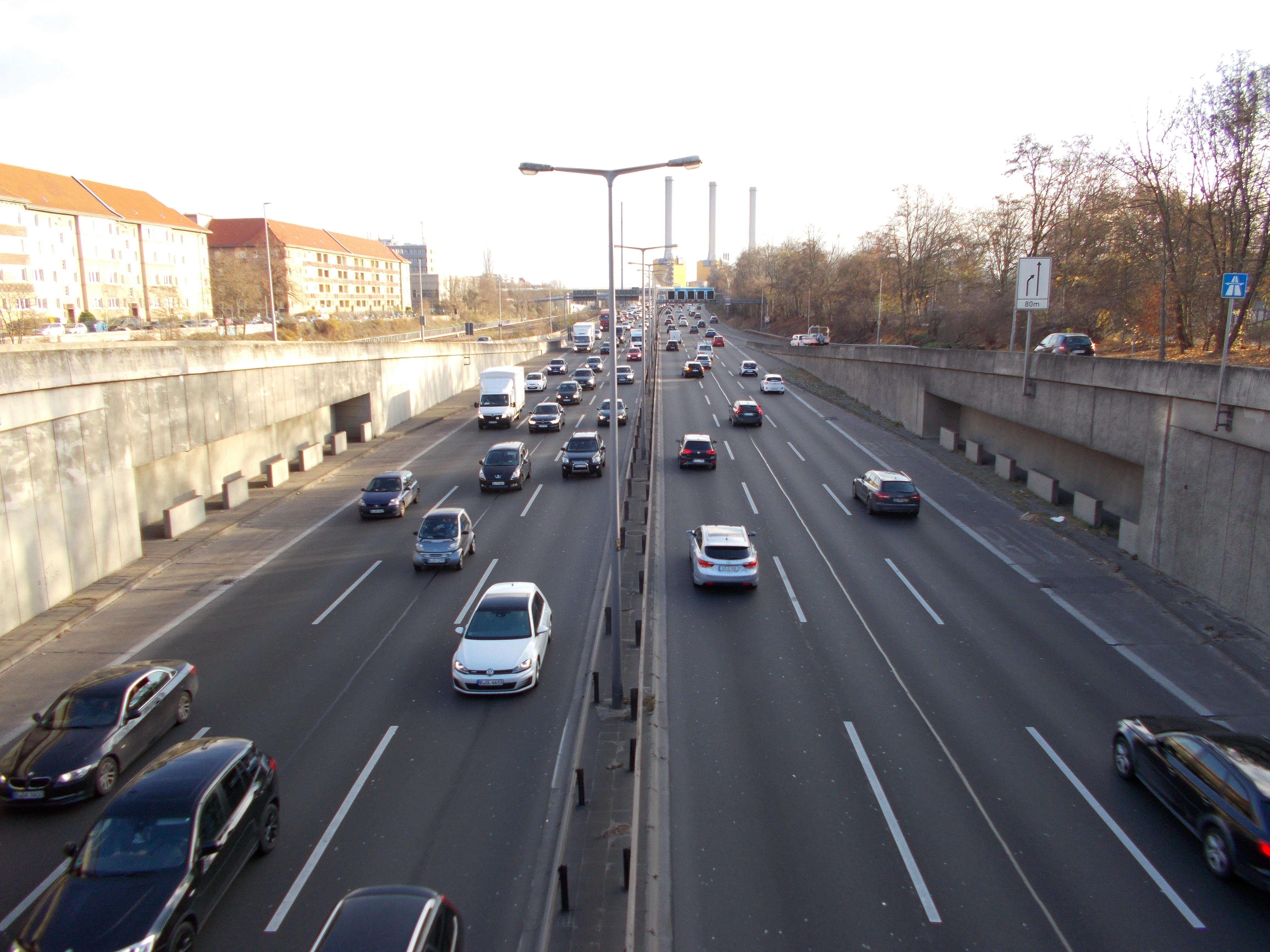
Ehemalige Haltestelle der Buslinie 65 an der A 100, Hohenzollerndamm. Die Fahrbahnmarkierung in der Haltebucht ist noch gut sichtbar.

- Der Abschnitt Dreieck Funkturm – Kurfürstendamm war 2005 mit einer Belastung von 191.400 Kraftfahrzeugen pro Tag[63] die am stärksten befahrene Straße Deutschlands. Fünf weitere Teilstücke der A 100 sind in den Top 10 der meistbefahrenen Straßen Deutschlands vertreten.

| Platz | Fahrzeuge         | Abschnitt                            |
| ----- | ----------------- | ------------------------------------ |
| 01    | 191.400 Fahrzeuge | Dreieck Funkturm – Kurfürstendamm    |
| 02    | 181.500 Fahrzeuge | Kaiserdamm – Dreieck Funkturm        |
| 03    | 176.700 Fahrzeuge | Dreieck Charlottenburg – Kaiserdamm  |
| 04    | 176.700 Fahrzeuge | Kurfürstendamm – Schmargendorf       |
| 06    | 160.500 Fahrzeuge | Innsbrucker Platz – Kreuz Schöneberg |
| 10    | 148.400 Fahrzeuge | Alboinstraße – Tempelhofer Damm      |

- Bei der aktualisierten Verkehrserhebung aus dem Jahr 2010 war die A 100 noch mit fünf Abschnitten in den Top 10 vertreten.[64]

| Platz | Fahrzeuge         | Abschnitt                            |
| ----- | ----------------- | ------------------------------------ |
| 01    | 186.100 Fahrzeuge | Dreieck Funkturm – Kurfürstendamm    |
| 02    | 171.400 Fahrzeuge | Kurfürstendamm – Hohenzollerndamm    |
| 04    | 162.900 Fahrzeuge | Innsbrucker Platz – Kreuz Schöneberg |
| 05    | 159.800 Fahrzeuge | Hohenzollerndamm – Schmargendorf     |
| 08    | 151.300 Fahrzeuge | Kaiserdamm-Süd – Dreieck Funkturm    |

- Bei der Verkehrserhebung aus dem Jahr 2015 war die A 100 mit drei Abschnitten in den Top 5 vertreten.[65]

| Platz | Fahrzeuge         | Abschnitt                               |
| ----- | ----------------- | --------------------------------------- |
| 02    | 168.400 Fahrzeuge | Alboinstraße – Tempelhofer Damm         |
| 03    | 167.000 Fahrzeuge | Dreieck Charlottenburg – Spandauer Damm |
| 05    | 165.300 Fahrzeuge | Kaiserdamm-Süd – Dreieck Funkturm       |

- Die Zufahrt an der Anschlussstelle Kurfürstendamm in südlicher Richtung liegt in einer Kurve und ist – baulich bedingt – eine der kürzesten Deutschlands.

- Beim Bau der A 100 in den 1960er Jahren wurden am Rand der Autobahn mehrere Bushaltestellen[66][67] angelegt, die in Form von Ausbuchtungen realisiert wurden und über Treppenhäuser oder Fußgängertunnel zugänglich waren. Grund für diese Maßnahme war die Einrichtung der damaligen BVG-Buslinie 65 (später: Linie 105), die als verkehrspolitische Alternative zur parallel verlaufenden S-Bahn (die von der Deutschen Reichsbahn betrieben wurde) gedacht war.[68] Verkehrstechnisch problematisch war in diesem Zusammenhang das Wiedereinfädeln der Linienbusse in den fließenden Verkehr. Mit der Wiedereröffnung der Berliner Ringbahn im Jahr 1993 wurde der parallele Busverkehr wieder aufgegeben, die Haltestellen sind seither geschlossen. Einige der Zugangsbauwerke werden inzwischen anderweitig genutzt, beispielsweise als Imbissstände. Im Einzelnen befanden sich die Haltestellen am
  - Jakob-Kaiser-Platz,
  - Spandauer Damm,
  - Messedamm,
  - Rathenauplatz,
  - Hohenzollerndamm,
  - der Mecklenburgischen Straße und am
  - Bundesplatz.
- Die A 100 verfügte über eine durchgehende Straßenbeleuchtungsanlage. Aus ökologischen Gründen und zur Kosteneinsparung wurde diese Anfang 2025 stillgelegt.